# Festuca castilloniana
Festuca castilloniana är en gräsart som beskrevs av Anna Maria Türpe. Festuca castilloniana ingår i släktet svinglar, och familjen gräs. Inga underarter finns listade i Catalogue of Life.